# Nicolas Spanghero
Pour les articles homonymes, voir Spanghero.
Nicolas Spanghero, né le 21 octobre 1976 à Toulouse, est un joueur de rugby à XV évoluant au poste de deuxième ligne (1,97 m pour 120 kg). Il est le fils de Guy Spanghero et le neveu des anciens rugbymen Laurent, Gilbert, Walter et Claude Spanghero.
Son jeune frère Philippe, formé au Stade toulousain (champion de France cadet en 2000) a joué à Narbonne, Carcassonne et Castelnaudary (fédérale 3) jusqu'en 2010.

## Carrière

### En tant que joueur
- jusqu'en junior : ROC Castelnaudary
- 1991-1999 : Stade toulousain
- 1999-2001 : US Dax
- 2001-2006 : Castres olympique
- 2006-2008 : Harlequins
- 2008-2011 : US Colomiers

### En tant qu'entraîneur
- 2014 : école de rugby de L'Union

## Palmarès

### En club
- Challenge Sud Radio :
  - Vainqueur (1) : 2003
- Bouclier européen :
  - Vainqueur (1) : 2003

### En équipe nationale
- Champion du monde universitaire en 2000 (capitaine)
- France A.

En novembre 2005, il est sélectionné avec les Barbarians français pour jouer un match contre l'Australie A à Bordeaux. Les Baa-Baas s'inclinent 42 à 12.